# Haršanj
Haršanj ili Aršanj (mađ. Nagyharsány) je pogranično selo u južnoj Mađarskoj.
Zauzima površinu od 26,01 km četvornog.

## Zemljopisni položaj
Nalazi se na 45° 50' 47" sjeverne zemljopisne širine i 18° 23' 32" istočne zemljopisne dužine, južno od Viljanske planine i jugozapadno od brda Szársomlya.
Aršanjac je 1 km sjeverozapadno, Palkonija je 3,5 km sjeverno, Fekete-hegy je 1,5 km sjeverno, Keveša je 3 km sjeveroistočno, Viljan je 3 km istočno-sjeveroistočno, Madžarboja je 5 km istočno, Tapoca je 1,5 km južno, a Naćfa je 2 km jugozapadno.

## Upravna organizacija
Upravno pripada Šikloškoj mikroregiji u Baranjskoj županiji. Poštanski broj je 7822. 

## Povijest
U kasnom razdoblju brončanog doba su na haršanjskom području živjeli pripadnici pecelske kulture. Najstarije građevine na ovom području datiraju iz 2. stoljeća. Starorimsko naselje Cella Trichora je utemeljena u 4. stoljeću, a nalaze je 1962. našao dr Ferenc Fülep. Nađeno je selo, groblje i svetište.
Starorimska cesta koja je vodila iz Osijeka je vodila u pravcu Haršanja. Nije poznato koliko su stare ruševine utvrde koja se nalazi blizu vrha s južne strane. Pouzdano se može reći da je izbor mjesta vrlo dobar, jer se s tog mjesta može nadgledati ravnica uz Dravu.
Selo se prvi put spominje 1223. godine. Cesta koja vodi na sajam, određena za Haršanj 1247. godine govori kako se radilo o trgovišnom naselju. To objašnjava važnost ovog naselja u Arpadovićevsko doba i kasniji brzi razvitak. 1249. godine Bela IV. darovao je selo grofu Nikoli Dubičkom koji je sagradio gradinu na Szársomlyu. 
Mjesto je bilo područjem sporova u 16. stoljeću. Odavde se proširio kalvinizam diljem Ormánsága. Selo je bilo kalvinističko za sve vrijeme turske vlasti. 
Najveća vjerska debata se ovdje odvijala 1574. godine između unitarijanaca i kalvinista. U tijeku iste su kalvinisti objesili unitarijanističkog svećenika György Alvinczija. Turske vlasti su htjele smaknuti počinitelje, no pečuški unitarijanac György Válaszuti je molio za milost kod budimskog beglerbega. Odonda unitarijanci obilježavaju Alvinczijevo mučeništvo i Válaszutijevo opraštanje.
Za vrijeme turske vlasti su stanovnici tog kraja i okolice bili Mađari. Prema tradiciji, bivši grad je nastao od župa Szántóváros, Dobányvárosból, Babócsa, Perecske i Sári.
12. kolovoza 1687. godine ovdje je bila velika bitka. Karlo Lotarinški je vodio carsku vojsku od 60 tisuća vojnika protiv turske vojske od 80 tisuća vojnika koju je predvodio veliki vezir Sulejman-paša. Carske vojske su izvojevale veliku pobjedu koja je rezultirala krajem 150 godina duge turske vlasti u ovim krajevima Mađarske.

## Gospodarstvo
Na južnim obroncima je razvijeno vinogradarstvo, a na nižim područja ratarstvo.
Tupinolom je otvoren 1908. godine. Iz njega se vadila sirovina za bremensku cementaru.

## Promet
Kroz Haršanj prolazi željeznička prometnica Barča – Viljan. U selu se nalaze dvije postaje.

## Stanovništvo
Aršanj (Haršanj) ima 1628 stanovnika (2001.). Mađari su većina. U selu živi 4% Roma i 0,7% Nijemaca. Rimokatolika je 70%, kalvinista je 18%, 0,6% grkokatolika, 0,2% luterana te ostalih.

## Šport
U Haršanju se tradicionalno održava natjecanje konjičkih zaprega.

## Vanjske poveznice
- (engl.) Haršanj (Aršanj) na fallingrain.com